# 臨場 (テレビドラマ)
『臨場』（りんじょう）は、横山秀夫の『臨場』を原作とし、テレビ朝日によって製作された日本の実写映像化作品シリーズ。主演は内野聖陽。
第一章は、2009年4月15日から6月24日まで毎週水曜日21:00 - 21:54に、テレビ朝日系「水曜21時」枠で放送された。当初は単発シリーズの予定だったが、大好評だったため続章の制作が決定した。2010年4月7日から6月23日まで放送された続章は、単行本未収録の作品と原作をベースにしたオリジナル脚本で製作されている。また、続章では同ドラマ枠の作品では初めて、映画フィルム調の画質にした映像が全編で使われている。尚、第一章のクランクインに先立ち警察監修を務めた飯田裕久の指導の下、死体役の俳優を仕込んだ第1話のセットを使った模擬検視が4時間にわたって行われた。
続章の平均視聴率17.6%は2010年の民放の連続ドラマとしてはトップとなった。また、2010年の連続ドラマでは、NHKも含めて唯一、全放送回が16%以上を記録した。
第一章のキャッチコピーは「お前の人生、根こそぎ拾ってやる」。
続章のキャッチコピーは「あの「臨場」が、倉石が帰ってくる」。
2012年6月30日には映画『臨場 劇場版』（配給・東映）も公開した。
第一章第２話については、ゲスト女優小嶺麗奈が問題を起こした為、再放送の目処は立っていない。

## キャスト

### 警視庁刑事部鑑識課 倉石班
倉石義男〈45 → 46〉
演 - 内野聖陽
検視官で、倉石班班長。階級は警視。
17年前の通り魔事件により妻の雪絵を亡くしている。雪絵の死後は彼女の趣味を受け継ぎ、自宅やデスクで多くの植物や花を育てている。また、家庭菜園で採れた朝摘みの野菜を現場に持ち込んだり、矢野間文や「かくれんぼ」に差し入れしている。さらに続章では2匹の金魚の面倒を見ている。
歯に衣着せぬ言葉で上司にも平気で盾を突き、組織には馴染まぬ性格だが、死体の目利きにかけては他の追随を許さない敏腕検視官である。検視に関しては「死者の人生を、根こそぎ拾ってやる」ことを信条とする。同僚の小坂・一ノ瀬・永嶋にも検視官の心得として事ある毎に言っており、根こそぎ拾うことを私情で拒んだり、まだ拾いきれていなかったりする同僚を厳しく叱責することもしばしばある。見立てには絶対的な自信を持っており、捜査一課の意見が自分と異なると「俺のとは、違うなあ」と言って意見を否定する。それゆえに態度はやや傲慢。ただ、第一章第8話では小坂のためにわざと見立てを外すこともある。
口癖は「拾えるものは、根こそぎ拾ってやれ」。
捜査一課管理官・立原真澄とは、警察学校からの同期。
小坂留美〈38 → 39〉
演 - 松下由樹
経歴：警視庁刑事部鑑識課 検視補助官
→ 警視庁刑事部鑑識課 検視官心得
階級：巡査部長 → 警部補
本作のヒロイン。検視補助官時代は検視官専用車の運転手を務めていた。鑑識課に配属される前は交通機動隊の白バイ隊員だった。鑑識課へ配属されてからは倉石を尊敬し、彼のような検視官を目指している。そのためには体力を付けることが必要と思い込んでダンベルで身体を鍛えていて、一ノ瀬に「間違っている」と指摘されている。
一ノ瀬の異動に伴い、続章第6話で検視官心得（警部補）に昇進し、検視補助官として新たに配属された永嶋の教育係も務める。
永嶋武文〈31〉
演 - 平山浩行（続章第3話 - ）
経歴：警視庁世田谷南警察署地域課（続章第3話）
→ 警視庁刑事部鑑識課  検視補助官（続章第6話 - ）
巡査長。小学生の時に母親を病気で亡くし、大学教授だった父親・善三は16年前に殺害されている。
10代の頃は有名なチーマーだったが、父を殺した犯人を逮捕するべく警察官になる。その後、「改心組」と揶揄され、様々な部署を転々とするうちに事件は時効を迎え、仕事に対する情熱も失いかけてしまう。続章第3話の時点では交番勤務であり、事件現場である内田家に世田谷南署の警官として出動するのみの登場であったが、続章第6話で現状を知った倉石の独断により一ノ瀬の代わりとして鑑識課に引き抜かれる。鑑識課着任後は、小坂に代わって検視官専用車の運転手を務める。
神山
演 - 上川路啓志
微物採集係。
矢木
演 - 八巻博史
ライト係。
尾形
演 - おのさなえ
検視官付きカメラマン。

### 警視庁刑事部捜査一課
一ノ瀬和之〈32 → 33〉
演 - 渡辺大
経歴：警視庁東上野警察署刑事課強行犯捜査係
→ 警視庁刑事部鑑識課 検視官心得（第一章第1話 - 続章第5話）
→ 警視庁刑事部捜査一課 刑事（続章第5話 - ）
階級は警部補。一流大学卒の準キャリアで同年代の警官のなかでは出世が早く、初登場時は検視官心得として赴任してから半年という設定だった。立原に将来を見込まれて鑑識課に配属される前は、警視庁東上野警察署刑事課強行犯捜査係捜査係に所属していた（階級は巡査部長。第一章第2話で登場する名刺から判明している）。それゆえか、立原を尊敬する一方で、彼とは対照的な倉石に反抗することが多い。鑑識課は腰かけで長居するつもりがなかったが、倉石と関わることによって徐々に人間的に変化が生じていく。続章では立原からの誘いを受け、続章第5話で捜査一課に異動する。
坂東治久〈52 → 53〉
演 - 隆大介
主任刑事。階級は警部補。立原の部下。
倉石の横柄な言動に立腹したり、時には上司である立原にすら怒りを剥き出しにするなど、非常に激昂し易い性格の持ち主。一ノ瀬の捜査一課着任後は彼の教育係となっている。捜査会議の時は眼鏡をかけている。
江川康平〈31 → 32〉
演 - 辻谷嘉真
刑事。立原の部下。激昂した坂東の抑え役。
秋田
演 - 石原茂史
刑事。
馬場
演 - 櫻井麻樹
刑事。
千原
演 - 津阪雄一
刑事。
立原真澄〈45 → 46〉
演 - 高嶋政伸
管理官。階級は警視。
同期の倉石とは捜査方針を巡って頻繁に対立するが、お互いの実力は認め合っている。
18年前、雪絵が殺害された通り魔事件の捜査で陣頭指揮を執っていたが、小松崎から昇任の推薦を受け、試験を優先させるために途中で捜査から外れる。倉石に犯人の逮捕を誓いながらも、その後に事件が時効を迎え、事件を解決することができなかったことから、倉石に対し負い目を感じている。続章では上司の五代と倉石の板ばさみになることもあるが、時には倉石の見立てを信じ、五代に意見している。

### 警視庁
小松崎周一〈60〉
演 - 伊武雅刀（第一章第1話 - 第9話）（幼少期：安藤健悟〈第一章第9話〉）
警視庁刑事部長。階級は警視監。
3歳の時に小松崎家の養子となる。毎日のように本庁の食堂で食べているカレーライスが大好物だが、それは幼い頃に生き別れた実母・安田明代との唯一の思い出につながるものだった。第一章第9話で定年を迎え、退官する。
五代恵一〈50〉
演 - 益岡徹（続章第1話 - ）
警視庁刑事部長。小松崎の後任の警視監。
城南大学第28期卒業生で、大学3年の時に父親を亡くしている（続章第9話より）。警察組織の面子と体裁を第一に重んじており、私情にとらわれる事を嫌い、事件の真相よりも事件の早期解決を急がせる傾向がある。自ら事件現場に赴き、初動捜査の指揮を執ることもある。問題ばかり起こす倉石に「一度でも見立て違いをしたら切る」、更には「（改心組の）永嶋が何か問題を起こした時は責任を取ってもらう」と伝えている。庁舎内の理髪店で頻繁に髭を剃らせており、その最中に立原や倉石の報告を聞くことが多い。
福園盛人
演 - 草川祐馬（第一章第2話・第9話 / 続章第6話）
経歴：警視庁三鷹南警察署（第一章第2話）
→ 警視庁青梅中央警察署（第一章第9話）
→ 警視庁府中南警察署（続章第6話）
刑事。倉石を尊敬しており、丸々としていることから"フク"と呼ばれ、可愛がられている。永嶋が検視補助官として異動した際は「永嶋が異動するくらいなら自分が（倉石のもとに異動したかった）」と落ち込んでいた。
谷本正博
演 - 螢雪次朗（続章第1話・第2話・第10話・最終話）
北赤羽警察署地域課。警部補。赤羽第二交番所長。倉石の師匠であり、「根こそぎ拾う」というモットーを教えた張本人。娘の絵梨華と過ごすため鑑識から地域課の交番勤務に異動するが、絵梨華の万引きの件で殺人を犯した奥寺宣彦を庇うために自分の犯行に見せかけて現場を偽装し、公園の遊具の中で自殺した。最終話で幻影となって倉石の前に現れ、感謝の言葉を言った後に消えた。

### 警察関係者の親族
早坂真里子〈38 → 39〉
演 - 伊藤裕子
倉石義男の義妹（雪絵の妹）。バー「かくれんぼ」のママ。
倉石雪絵
演 - 京野ことみ
倉石義男の亡妻。ガーデニングが趣味。17年前に心の闇を抱えていた通り魔の寺島省吾に射殺される。
安田明代
演 - 佐々木すみ江（第一章第9話）（若き日：辻内南季〈第一章第9話〉）
小松崎周一の幼い頃に生き別れた実母。老人施設の入所者。
10年前から小松崎に毎年年賀状を送っていたが、前年の8月から認知症を患い送れなくなる。ある日犯人が落とした凶器を拾ったことがきっかけで警察から話を聞かれるが、それからほどなくして溺死体となって発見される。
谷本絵梨華
演 - 金澤美穂（続章第1話・第2話・第10話・最終話）
谷本正博の娘。いわゆるギャル。父に反抗し、ろくに学校にも行かず夜中に友人と遊びまわっていたが、父の自殺が絡んだ事件の際に小坂や倉石の一喝で改心し、学校に通うようになる。その後、知り合いの皆川美咲が自殺した件で倉石を訪ねる。
内藤佳苗
演 - 水木薫（続章第1話・第2話）
谷本正博の妹。反抗的な姪の絵梨華に手を焼く。
永嶋善三
演 - 並樹史朗（続章第10話・最終話）
永嶋武文の父。日東大学の元教授。16年前に家に侵入した皆川修二と大庭純一に刺殺される。

### 新日新聞記者クラブ
花園愛〈26〉
演 - 金子さやか（第一章）
新日新聞社会部の契約社員で、警視庁詰め記者。普段は色気で倉石に情報と聞き出そうとしたり、おどけた口調で話すなど言動は軽いが、一方では新聞記者として仕事に前向きに取り組んだりと根は真面目である。最終話では本社への異動が決まる。
赤塚渉〈47〉
演 - 橋爪淳（第一章第1話 - 第4話）
新日新聞社会部デスクで、警視庁詰めキャップ。家族は妻・麻美と息子・和夫。第一章第4話では自身と家庭を滅茶苦茶にしたとして恨んでいた大信田加奈子を殺害するが、結局は倉石に犯行を暴かれたことで逮捕される。

### その他
西田守〈60 → 61〉
演 - 小林勝也
城南医科大学法医学教室 教授。バー「かくれんぼ」がお気に入りで、倉石とは気が合う。
矢野間文〈58〉
演 - 松金よね子（第一章）
クリーニング店「勉強堂」の店主。警視庁も顧客で、そこで仕入れた情報を倉石に話すこともしばしばある。マッサージが上手。

### ゲスト
第一章 / 続章

#### 第一章（2009年）
第1話「鉢植えの女」
- 須藤明代（須藤花店 店員・上田の生徒） - 筒井真理子
- 佐々木奈美（カルチャーセンター「自分史教室」事務員） - メイサツキ
- 関口（刑事） - 諏訪太朗
- 上田昌嗣（郷土史研究家・カルチャーセンター「自分史教室」講師） - 小島康志
- 筒井道也（会社員） - 酒井一圭
- 小寺裕子（主婦・筒井の不倫相手） - 山崎美貴
- 須藤肇（須藤花店 店主・明代の夫） - 河田貴一
- 須藤菊江（明代の義母） - 野口すみえ

第2話「赤い名刺」
- 相沢ゆかり（ホステス・一ノ瀬和之の半年前に別れた元恋人） - 小嶺麗奈（幼少期：細井瑠花）
- 相沢尚子（ゆかりの母） - 松本留美
- 谷田部克典（剣崎中央警察署 警察医） - 小林高鹿
- 沖沼（若い男） - 石川雄亮
- バーのピアニスト - 吉川清之（ノンクレジット）

第3話「真夜中の調書」
- 深見忠明（ホームレス） - 河西健司
- 坂上靖子（中華料理「味里香」店員） - 大塚良重
- 北沢（科学捜査研究所 技官） - 今井朋彦
- 大越（警視庁江東砂町警察署地域課 警察官） - 笠兼三
- 前田（警視庁江東砂町警察署 刑事） - 鍛冶直人
- 坂上勇作（靖子の息子） - 末野卓磨
- 比良沢富男（小学校教師） - 伊藤教人
- 佐倉鎮夫（警視庁江東砂町警察署 刑事） - 小野武彦

第4話「眼前の密室」
- 大信田誠（警視庁荒川東警察署 刑事課長・警部） - 石田圭祐
- 大信田加奈子（大信田の妻） - 原久美子
- 皆川明（東都新報 記者） - 小田井涼平
- 三倉将太（小林工務店 従業員） - 宮島朋宏
- 大信田豊（大信田と加奈子の息子・和夫をいじめている） - 富永凌平
- 赤塚和夫（赤塚渉と麻美の息子・豊にいじめられ不登校になる） - 宮城孔明
- 赤塚麻美（赤塚渉の妻） - 金沢映子
- 小林（小林工務店 社長） - 堀越富三郎

第5話「Mの殺人」
- 早乙女英雄（東京地検刑事部 検察官） - 小木茂光
- 大西順三（NAGIプロダクションのチーフマネージャー） - 佐藤正宏
- 十条かおり（元アイドル歌手） - 小島可奈子
- 松川一弥（スポーツコメンテーター・元Jリーガー） - 友井雄亮
- 木山美保（フラワーデザイナー） - 村井美樹
- 杉野浩二（刑事） - 佐野元哉
- 十条光枝（居酒屋店主・かおりの母） - 新橋耐子
- 藤瀬奈緒子（目黒西中学校 教師） - 星野光代

第6話「罪つくり」
- 桐岡素子（桐岡の後妻） - あめくみちこ
- 神田勝（警視庁新宿西警察署 刑事課長・警部） - 大河内浩
- 敷島一雄（警視庁新宿西警察署 刑事） - 永岡佑
- 桐岡明日香（洋介の連れ子） - 大村彩子
- 桐岡洋介 - 須藤為五郎
- 井上（警視庁新宿西警察署 刑事） - 平野貴大
- 片岡小夜子（前科者） - 小濱なつき
- 町田（医師） - 松原正隆
- 梅野健一（東都銀行ロンドン支店 行員） - 加賀健治

第7話「ユズリハの家」
- 宮坂直樹（装飾品会社社員・元画廊経営） - 中村育二
- 宮坂義太郎（祥子の父・下半身不随） - 西沢利明
- 宮坂義樹（宮坂と祥子の息子・高校生） - 太賀
- 矢野（谷中警察署 刑事） - 小浜正寛
- 宮坂祥子（宮坂の妻・元ヴァイオリニスト） - 藤真利子

第8話「黒星」
- 国広輝久（警視庁杉並北警察署 副署長・警視） - 春田純一
- 国広久乃（国広の妻・元警察官） - 川上麻衣子
- 町井春枝（主婦・小坂留美と久乃の元同期） - 渡辺梓
- 竹田（警視庁杉並北警察署 刑事） - 米山善吉
- 町井泰江（春枝の義母） - 吉野由志子

第9話「餞〜はなむけ」
- 藤島透（直子の隣人） - 有薗芳記
- 中村俊郎（アパートの大家） - 田口主将
- 山原直子（女子大生） - 山内明日
- 内川仁美（安田明代が入所している老人施設職員） - 吉本菜穂子
- 木元泰司（安田明代が入所している老人施設所長） - 戸井田稔
- 山原早苗（直子の母） - 小柳友貴美
- 山原勘一（エステサロン店長・早苗の再婚相手） - 尾崎右宗
- 藤島美智子（藤島の妻） - 田村友里

最終話「十七年蝉」
- 小野雄也（警視庁捜査一課 課長） - 三浦浩一
- 寺島省吾（弁護士） - 矢柴俊博
- 寺島弥生（寺島の妻） - 岩橋道子
- 友部佳代（弥生の友達） - 鬼頭典子
- 大瀬恵美子（大瀬の妻・17年前通り魔に射殺される） - 奧田由美
- 大瀬健太郎（小学校教員） - 大杉漣

#### 続章（2010年）
第1話「封印・前編」、第2話「封印・後編」
- 奥寺宣彦（北赤羽警察署赤羽第二交番 警察官・谷本正博の同僚） - 鈴木浩介
- 沢木俊也（スーパー「ユニディ」警備員） - 反田孝幸
- 松田佐保子（スーパー「ユニディ」警備員） - 名越志保
- 相沢（刑事） - 山下裕子
- 柏木（北赤羽警察署赤羽第二交番 警察官・谷本正博の同僚） - 沢井正棋
- 戸張玲子（戸張の元妻） - 辺見えみり（第1話のみ）
- 戸張慎二（会社員） - 松田洋治（第1話のみ）
- 長谷川隆志（元自転車競技のオリンピック候補） - 平山祐介（第1話のみ）
- 堀田（刑事） - 内野智（第1話のみ）
- 山岡紀美代（長谷川の元妻） - 押元奈緒子（第1話のみ）
- 戸張大樹（戸張と玲子の息子・2年前に長谷川が起こした自転車の人身事故で死亡） - 伊藤悠翔（第1話のみ）

第3話「未来の花」
- 内田朝子（内田の妻） - 中原果南
- 前川富江 - 池津祥子
- 内田寛（リズム証券 社員） - 戸田昌宏
- 塚田（刑事） - 長谷川公彦

第4話「似顔絵」
- 三原あゆみ（ホテルエンパイヤーのハウスキーパー） - 奥貫薫
- 柳井昌一郎（警視庁捜査二課 管理官） - 川野太郎
- 柳井香奈恵（柳井の妻） - 宮本裕子
- 中西忠雄（上條代議士の元第一秘書） - 吉野正弘
- 中条郁子（ホテルエンパイヤーのハウスキーパー） - 山本道子

第5話「カウントダウン」
- 金森里美（ホームヘルパー） - 中島ひろ子
- 寺西竹夫（独居老人） - 織本順吉
- 寺西泰江（竹夫の妻） - おぎのきみ子
- 佐藤（葛飾南警察署 刑事） - 阿南健治
- 長野（葛飾南警察署 刑事） - 野元学二
- 太田佐知子（寺西の長女） - 秦由香里
- 江原春恵（寺西の次女） - 野口かおる
- タロ（寺西の飼い犬） - カイくん

第6話「濡れ衣」
- 木崎幸生（明恵の元夫・前科者） - 甲本雅裕
- 城野則夫（警視庁組織犯罪対策四課 管理官） - 北見敏之
- 山辺明恵（山辺の妻） - 冨樫真
- 塩見謙三（喫茶店店主・明恵の兄） - 菊池均也
- 桑原芳之（建設現場監督） - 有福正志
- 山辺武司（紅竜会 構成員） - 土平ドンペイ
- 山辺恵美（木崎と明恵の娘） - 荒川ちか

第7話「声」
- 斎田梨緒（「週刊太陽」編集部記者） - 前田愛
- 井ノ上公平（「週刊太陽」副編集長） - 松澤一之
- 安藤高一（前科者） - 高橋克明
- 大貫孝（「週刊春秋」編集長） - 清水明彦
- 矢代（刑事） - 吉田智則
- 吉村美智恵（梨緒の叔母・吉村の妻） - 小野洋子
- 吉村（梨緒の叔父） - 今村俊一
- 斎田（梨緒の母・故人） - 安田亜矢

第8話「証言」
- 岩瀬厚一郎（アパート管理人） - 深水三章
- 古川達郎（周平の担任教師） - 東根作寿英
- 仲田真弓（グラフィックデザイナー・小菅の元妻） - 舟木幸
- 小菅光晴（タクシードライバー） - 村井克行
- 村越英二（水道局員） - たかお鷹
- 井上朋美（真弓の妹） - 濱田万葉
- 仲田周平（真弓と小菅の息子） - 下田翔大
- 梅野（刑事） - 中野英樹
- 植田（水道局員） - 斉藤祐一

第9話「傘」
- 塩川高次（ホームレス・シオさん、五代恵一の城南大学時代の同期） - 斎藤洋介
- 岡村忍（会社員） - 原史奈
- シンちゃん（ホームレス） - 安藤一夫
- 高田靖（ビジネスホテル従業員） - 迫田孝也
- 佐嶋（刑事） - 江端英久
- 安本厚志（忍の婚約者） - 亀田佳明
- 岡村美智子（忍の母） - 津村純子

第10話「最終章・渾身〜前編」、最終話「最終章・渾身〜後編」
- 大庭久雄（大庭造園 社長・純一と清美の父） - 竜雷太
- 北村清美（達彦の妻・純一の妹） - 遊井亮子
- 北村達彦（日東大学 准教授） - 大浦龍宇一
- 皆川修二（IT企業社員） - 武智健二
- 皆川美咲（修二と容子の娘・女子高生） - 高田彩香
- 原田智章・川口祐（刑事） - 林田一高・松山美雪
- 大庭純一（大庭造園 従業員・修二の高校の友達） - 山田純大
- 花屋店員 - 井手規愛（第10話のみ）
- マスコミ - 千葉誠樹・中西台次（第10話のみ）
- 皆川容子（修二の妻） - 高橋かおり（第10話のみ）

## スタッフ
- 原作 - 横山秀夫（『臨場』光文社文庫）
- 脚本 - 坂田義和、佐伯俊道、尾西兼一、吉本昌弘、岩下悠子（第一章）
- 音楽 - 吉川清之[注 10]
- 監督 - 橋本一、猪原達三（第一章）、伊藤寿浩（第一章）、藤岡浩二郎（続章）、石川一郎（続章）
- エンディングテーマ（続章） - 平原綾香「威風堂々」（ドリーミュージック）[42]
- プロデューサー - 佐藤凉一（テレビ朝日）、目黒正之・横塚孝弘（東映）
- 制作 - テレビ朝日・東映

## 放送日程

### 第一章
- 2009年4月15日 - 6月24日、全10話。

| 各話                                                           | 放送日        | サブタイトル | 原作                | 脚本     | 監督     | 視聴率 |
| -------------------------------------------------------------- | ------------- | ------------ | ------------------- | -------- | -------- | ------ |
| 第1話                                                          | 2009年4月15日 | 鉢植えの女   | 「鉢植えの女」      | 坂田義和 | 橋本一   | 14.1%  |
| 第2話                                                          | 4月22日       | 赤い名刺     | 「赤い名刺」        | 佐伯俊道 | 橋本一   | 14.5%  |
| 第3話                                                          | 4月29日       | 真夜中の調書 | 「真夜中の調書」    | 尾西兼一 | 猪原達三 | 12.8%  |
| 第4話                                                          | 5月06日       | 眼前の密室   | 「眼前の密室」      | 岩下悠子 | 猪原達三 | 14.4%  |
| 第5話                                                          | 5月13日       | Mの殺人      | 「黒星」 （前半部） | 坂田義和 | 伊藤寿浩 | 15.2%  |
| 第6話                                                          | 5月20日       | 罪つくり     | 「罪つくり」        | 吉本昌弘 | 伊藤寿浩 | 14.6%  |
| 第7話                                                          | 5月27日       | ユズリハの家 | 「黒星」 （後半部） | 佐伯俊道 | 猪原達三 | 14.5%  |
| 第8話                                                          | 6月03日       | 黒星         | 「黒星」 （中盤部） | 尾西兼一 | 猪原達三 | 15.6%  |
| 第9話                                                          | 6月17日       | 餞〜はなむけ | 「餞」              | 坂田義和 | 橋本一   | 13.8%  |
| 最終話                                                         | 6月24日       | 十七年蝉     | オリジナル          | 佐伯俊道 | 橋本一   | 15.3%  |
| 平均視聴率 14.5%（視聴率はビデオリサーチ調べ、関東地区・世帯） |               |              |                     |          |          |        |

### 続章
- 2010年4月7日 - 6月23日、全11話。

| 各話                                                           | 放送日        | サブタイトル       | 原作                 | 脚本     | 監督       | 視聴率 |
| -------------------------------------------------------------- | ------------- | ------------------ | -------------------- | -------- | ---------- | ------ |
| 第1話                                                          | 2010年4月07日 | 封印・前編         | オリジナル           | 坂田義和 | 橋本一     | 17.9%  |
| 第2話                                                          | 4月14日       | 封印・後編         | オリジナル           | 坂田義和 | 橋本一     | 18.6%  |
| 第3話                                                          | 4月21日       | 未来の花           | 「未来の花」         | 尾西兼一 | 藤岡浩二郎 | 16.7%  |
| 第4話                                                          | 4月28日       | 似顔絵             | オリジナル           | 佐伯俊道 | 藤岡浩二郎 | 16.9%  |
| 第5話                                                          | 5月12日       | カウントダウン     | 「カウント・ダウン」 | 尾西兼一 | 橋本一     | 18.6%  |
| 第6話                                                          | 5月19日       | 濡れ衣             | オリジナル           | 坂田義和 | 橋本一     | 17.0%  |
| 第7話                                                          | 5月26日       | 声                 | 「声」               | 尾西兼一 | 石川一郎   | 18.6%  |
| 第8話                                                          | 6月02日       | 証言               | オリジナル           | 吉本昌弘 | 石川一郎   | 17.2%  |
| 第9話                                                          | 6月09日       | 傘                 | オリジナル           | 尾西兼一 | 藤岡浩二郎 | 16.2%  |
| 第10話                                                         | 6月16日       | 最終章・渾身〜前編 | オリジナル           | 坂田義和 | 橋本一     | 18.6%  |
| 最終話                                                         | 6月23日       | 最終章・渾身〜後編 | オリジナル           | 坂田義和 | 橋本一     | 17.0%  |
| 平均視聴率 17.6%（視聴率はビデオリサーチ調べ、関東地区・世帯） |               |                    |                      |          |            |        |

## 受賞歴
- 2010年日本民間放送連盟賞 テレビドラマ種目 優秀賞[49]

## 映画
『臨場 劇場版』（りんじょう げきじょうばん）は、2012年6月30日公開のテレビドラマの劇場版。テレビドラマのキャストが引き続き出演。水曜21時台の刑事ドラマの映画化は『はぐれ刑事純情派』『相棒』に次いで3作品目で、映画本数では5本目となる。
クランクイン前には再度、倉科孝靖の指導による模擬検視が行われた。
キャッチコピーは「まだ、根こそぎ拾えてねぇ。想いを拾い尽くさない限り、終われない。」「物言わぬ、死者の声を聞く それが彼の使命」。
2012年6月10日に大阪・ミナミの路上で男女2人が刺殺された通り魔事件の影響を受け、予告編から通り魔殺人のシーンを削除するなどの配慮がされた。
全国254スクリーンで公開され、2012年6月30日、7月1日の初日2日間で興収1億4,553万7,900円、動員13万4,909人になり映画観客動員ランキング（興行通信社調べ）で初登場第3位となっている。

### キャスト（映画）
警視庁刑事部鑑識課 倉石班
- 倉石義男（検視官） - 内野聖陽
- 小坂留美（検視官心得） - 松下由樹
- 永嶋武文（検視補助官） - 平山浩行
- 矢木（ライト係） - 八巻博史
- 尾形（検視官付きカメラマン） - おのさなえ
- 刑事部鑑識課員 - 神野崇、道井良樹

警視庁刑事部
- 一ノ瀬和之（捜査一課 刑事） - 渡辺大
- 坂東治久（捜査一課 刑事） - 隆大介
- 江川康平（捜査一課 刑事） - 辻谷嘉真
- 神田（捜査一課 刑事） - 松田ジロウ
- 立野（捜査一課 刑事） - 水野直
- 三谷（捜査一課 刑事） - 原圭介
- 警視庁刑事部捜査一課 刑事 - 小森敬仁、中山夢歩
- 五代恵一（刑事部長・警視監） - 益岡徹
- 立原真澄（捜査一課 管理官） - 高嶋政伸

神奈川県警察
- 仲根達郎（刑事部捜査一課 管理官） - 段田安則
- 繁野（刑事） - 浜田学
- 川相（刑事） - 田中伸一
- 大沢（検視官） - ヨシダ朝
- 北山（刑事） - 増田雄一
- 張り番の警官 - 前田健
- 神奈川県警捜査一課 - 右門青寿、岡野友信、加藤竜治、中園健太、岸波佑太朗
- 浦部謙作（地域課駐在所勤務） - 平田満

通り魔事件の関係者
- 関本直子（好美の母） - 若村麻由美
- 波多野進（通り魔事件の犯人） - 柄本佑
- 関本幸彦（好美の父） - 土屋良太
- 樋口雅代（被害者） - 春木みさよ
- 関本好美（被害者） - 前田希美
- 樋口康夫（雅代の夫） - 浅野雅博

警察関係者の家族
- 早坂真里子（倉石の義妹・バー「かくれんぼ」のママ） - 伊藤裕子
- 倉石雪絵（倉石の亡妻） - 京野ことみ（写真）
- 浦部翔太（浦部の息子・故人） - 外波山流太

その他
- 西田守（城南医科大学法医学教室 教授） - 小林勝也
- 高村則夫（波多野の弁護士） - 菅原大吉
- 加古川有三（波多野の精神鑑定を行った精神科医） - デビット伊東
- 安永光子（安永の妻） - 魏涼子
- 看護師 - 荘田由紀
- 草井 - 金原泰成
- 山下美奈子（横浜聖城会病院 精神科医） - 市毛良枝
- 安永泰三（横浜医科大学法医学教室 教授・倉石の恩師） - 長塚京三

### スタッフ（映画）
- 監督 - 橋本一
- 原作 - 横山秀夫
- 製作 - 桑田潔、白倉伸一郎、木下直哉、小崎宏、山本晋也、細野義朗、高橋基陽、樋泉実、菊地誠一、中井靖治、古田栄昭、岩本孝一、笹栗哲朗
- プロデューサー - 佐藤凉一、目黒正之、横塚孝弘、八木征志、越智貞夫
- 企画 - 大川武宏、香月純一
- 脚本 - 尾西兼一
- 撮影 - 栢野直樹（J.S.C）
- 照明 - 大久保武志
- 美術 - 横山豊
- 録音 - 田村智昭
- 編集 - 北澤良雄
- 音楽 - 吉川清之
- イメージソング - スキマスイッチ「ラストシーン」（アリオラジャパン）
- 音楽プロデューサー - 吉川清之、津島玄一
- 音響効果 - 橋本正明
- 装飾 - 山本信毅
- スクリプター - 山内薫
- スチール - 奈良則孝
- 製作統括 - 平城隆司、鈴木武幸
- 助監督 - 山田敏久
- 制作担当 - 小林孝弘
- ラインプロデューサー - 磯崎憲一
- 刑事警察監修 - 飯田裕久、倉科孝靖
- 法医学監修 - 佐藤喜宣（杏林大学医学部法医学教室）
- 製作 - 「臨場 劇場版」製作委員会（テレビ朝日、東映、木下グループ、博報堂DYメディアパートナーズ、朝日放送、スターダストピクチャーズ、光文社、北海道テレビ放送、長野朝日放送、静岡朝日テレビ、北陸朝日放送、メ〜テレ、九州朝日放送)
- 制作プロダクション - 東映東京撮影所、東映テレビ・プロダクション
- 配給 - 東映

### テレビ放送
| 回数 | テレビ局   | 番組名（放送枠名）       | 放送日        | 放送時間      | 放送分数 | 視聴率 |
| ---- | ---------- | ------------------------ | ------------- | ------------- | -------- | ------ |
| 1    | テレビ朝日 | 日曜エンタ・日曜洋画劇場 | 2013年6月9日  | 21:00 - 23:10 | 130分    | 17.9%  |
| 2    | テレビ朝日 | 日曜エンタ・日曜洋画劇場 | 2014年2月23日 | 21:00 - 23:10 | 130分    | 14.2%  |
| 3    | テレビ朝日 | 日曜エンタ・日曜洋画劇場 | 2015年2月8日  | 21:00 - 23:10 | 130分    | 14.6%  |
| 4    | テレビ朝日 | 日曜エンタ・日曜洋画劇場 | 2017年1月15日 | 21:00 - 23:10 | 130分    | 9.8%   |
| 5    | テレビ朝日 | 日曜プライム             | 2020年1月26日 | 21:00 - 23:05 | 125分    | 9.6%   |

- 視聴率はビデオリサーチ調べ、関東地区・世帯・リアルタイム。

## 映像ソフト化
- 2009年11月21日に第1シリーズ全10話を収録した「臨場 DVD-BOX」が東映ビデオより発売された。
- 2010年10月21日に第2シリーズ全11話を収録した「臨場 続章 DVD-BOX」が東映ビデオより発売された。
- 2012年12月7日に劇場版を収録した「臨場 劇場版 DVD」が東映ビデオより発売された。